# Talatchyn
Talatchyn (en biélorusse : Талачын) ou Tolotchine (en russe : Толочин ; en polonais : Tołoczyn) est une ville de la voblast de Vitebsk, en Biélorussie, et le centre administratif du raïon de Talatchyn. Sa population s'élevait à 9 744 habitants en 2017.

## Géographie
Talatchyn est arrosée par la Drout, un affluent du Dniepr, et se trouve à 48 km à l'ouest d'Orcha, à 92 km au sud-ouest de Vitebsk et à 150 km au nord-est de Minsk.

## Histoire
La première mention du village de Talatchyn remonte à l'année 1433 : il faisait alors partie de la principauté de Droutsk du grand-duché de Lituanie. À partir du milieu du XVIe siècle, des foires commerciales s'y tenaient régulièrement. À la suite de la réforme administrative de 1565-1566, Talatchyn fut rattaché au powiat d'Orcha de la voïvodie de Vitebsk. En 1604, Lev Sapieha fit construire une église à Talatchyn avec une école et un hôpital en annexe. Le village subit de graves destructions lors de la guerre russo-polonaise (1654-1667). En 1769, un monastère fut construit, financé par Sanguszko. À la suite de la première partition de la Pologne (1772), la partie orientale du village fut rattachée à l'Empire russe, l'autre partie restant polonaise. Les deux quartiers étaient séparés par la frontière et un poste de douanes y fut installé. En 1793, la deuxième partition de la Pologne fit passer la partie polonaise du village sous souveraineté russe.
En 1812, Talatchyn et ses alentours souffrirent grandement des attaques françaises dans le cadre de la guerre patriotique.
Talatchyn fut occupé par l'armée allemande de février à octobre 1918. Cette même année, près de la moitié de la localité fut incendiée et détruite.
En 1920, Talatchyn fut rattaché à la République socialiste fédérative soviétique de Russie, puis, en 1924 à la République socialiste soviétique de Biélorussie.
Pendant la Seconde Guerre mondiale, Talatchyn fut occupé par les troupes allemandes du général Nehring du 8 juillet 1941 au 26 juin 1944. En septembre 1941, un ghetto fut mis en place où s'entassèrent les Juifs de Talatchyn et des villages voisins. Selon un recensement de 1939, 1 292 Juifs vivaient à Talatchyn à cette époque, soit 21,2 % de la population de la ville. Le 13 mars 1942, le ghetto fut « liquidé » et ses 2 000 Juifs furent exécutés par groupes de 30 dans un champ du sovkhoze « Rekonstruktor », près du village de Raïtsy, à un kilomètre de Talatchyn. En tout, 9 521 personnes de la ville et de la région furent tuées durant l'occupation. La ville fut libérée le 26 juin 1944 par les troupes du troisième front biélorusse.
Talatchyn accéda au statut de ville le 22 juillet 1955.

## Population
Recensements (*) ou estimations de la population  :
| 1897* | 1917  | 1923* | 1926* | 1939* | 1959* |
| ----- | ----- | ----- | ----- | ----- | ----- |
| 2 614 | 2 181 | 3 384 | 3 604 | 6 100 | 7 427 |

| 1970* | 1979* | 1989*  | 1999*  | 2009*  | 2012  |
| ----- | ----- | ------ | ------ | ------ | ----- |
| 6 542 | 8 441 | 11 409 | 10 700 | 10 155 | 9 963 |

| 2013  | 2014  | 2015  | 2016  | 2017  | - |
| ----- | ----- | ----- | ----- | ----- | - |
| 9 894 | 9 852 | 9 817 | 9 761 | 9 744 | - |

## Patrimoine

### Musée d'histoire de la région
Fondé en 1985 et ouvert au public en 2001, le musée d'histoire de la région de Jabinka regroupe quelque 7 400 pièces dans cinq salles sur les thèmes de la nature, de l'ethnographie et de l'histoire, et plus particulièrement de la guerre patriotique de 1812 et de la Seconde Guerre mondiale.

### Église Saint-Antoine de Padoue

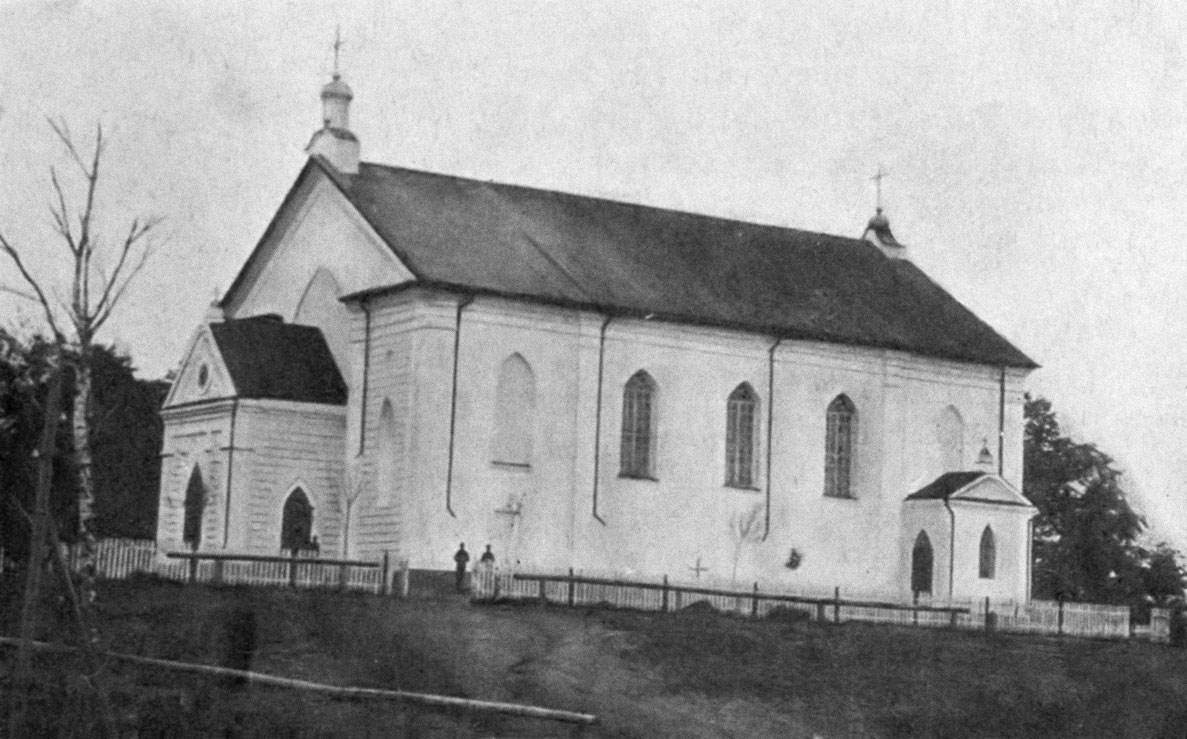
1913
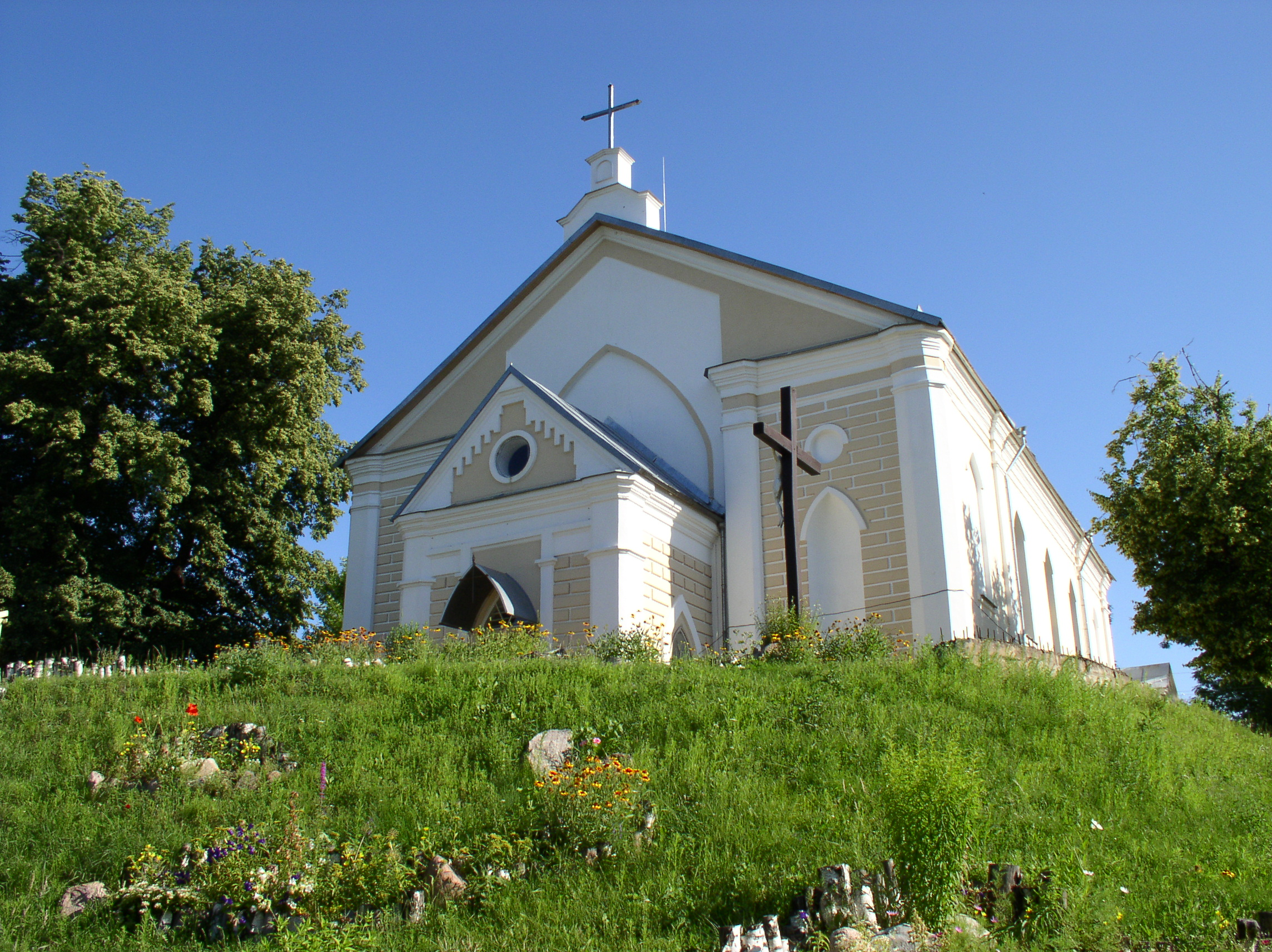
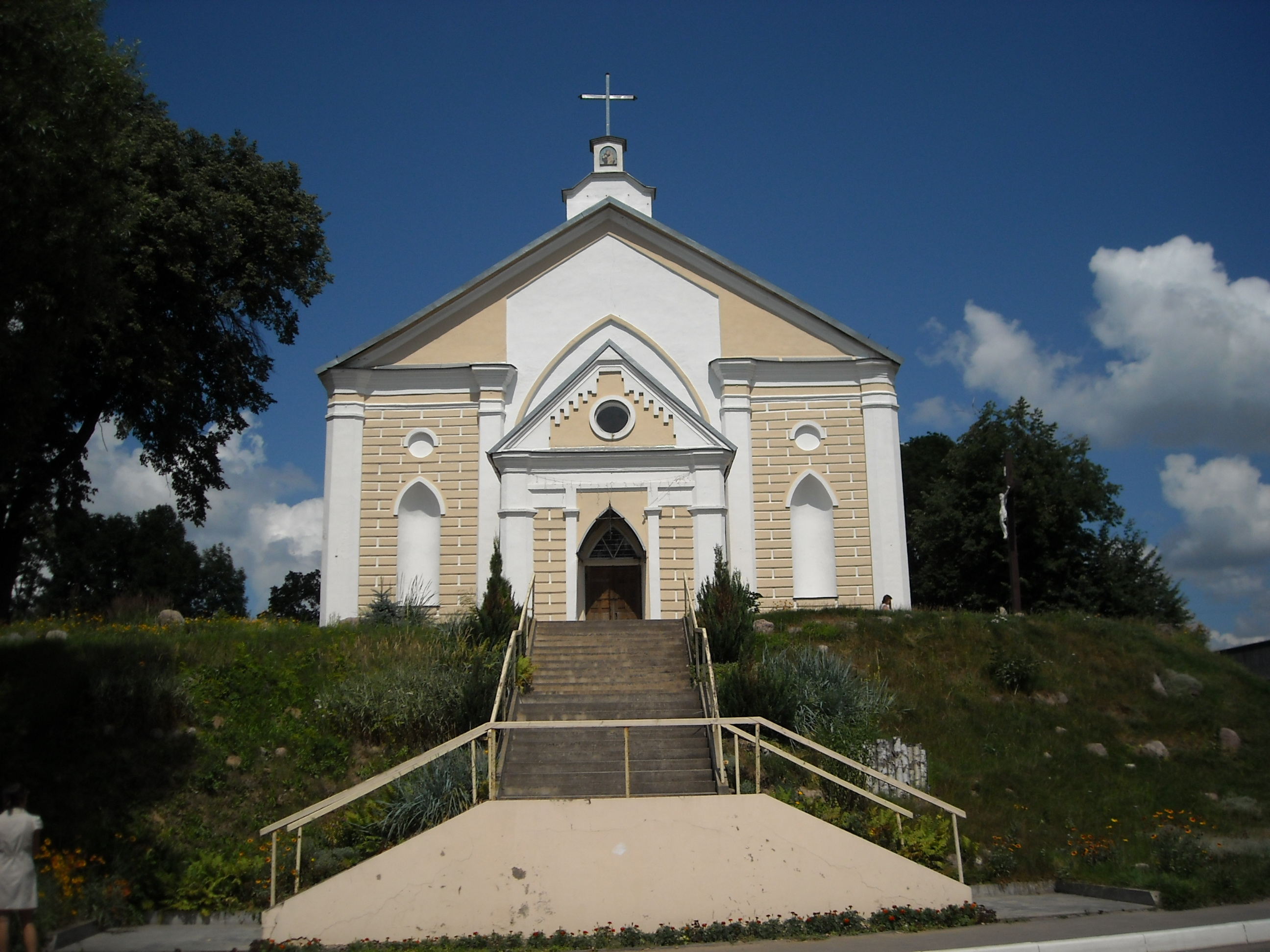
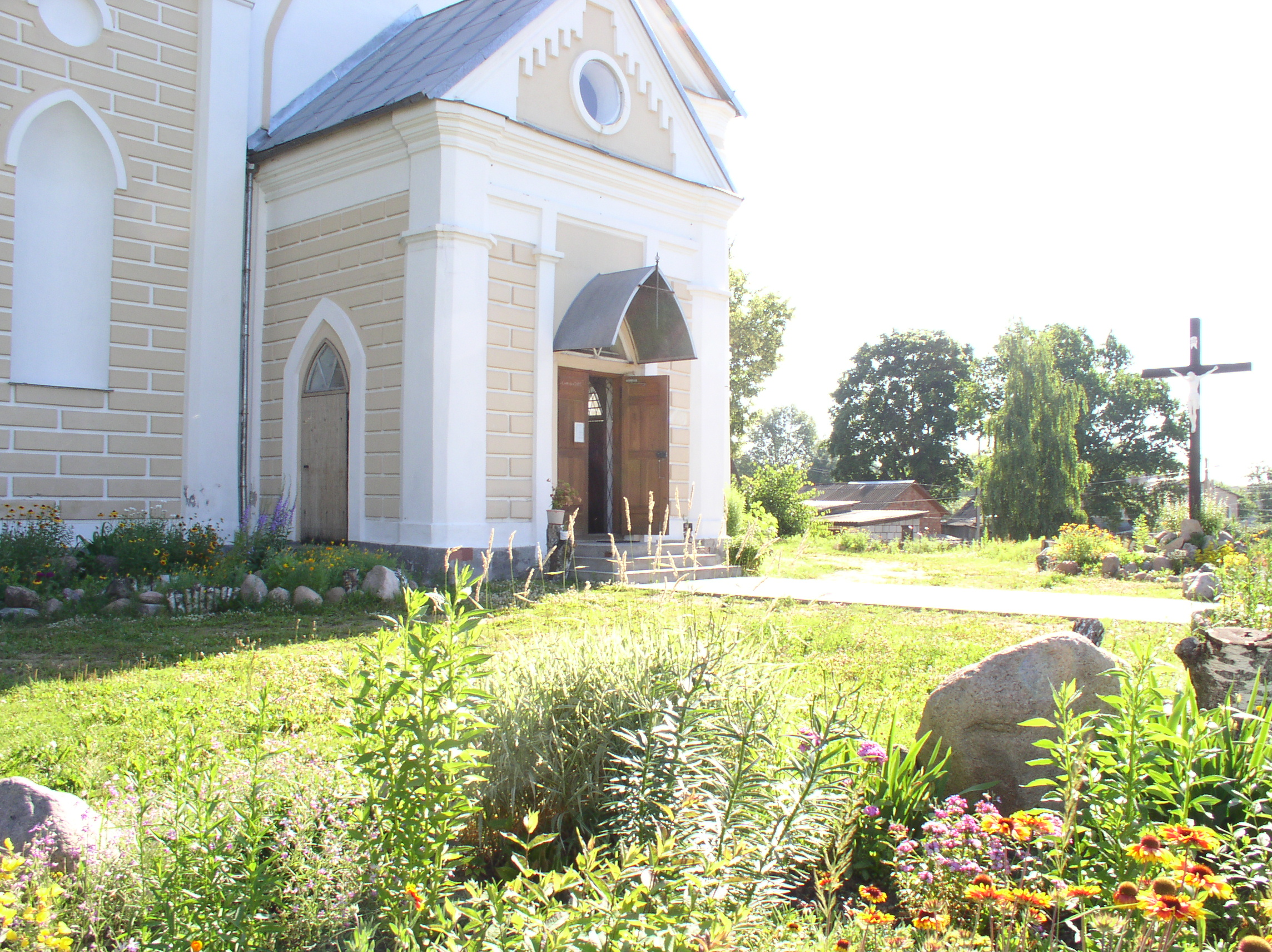

La première paroisse catholique de Talatchyn est fondée en 1604, lorsque Léon Sapieha fait construire une église catholique, une école et un hôpital. Les premières églises de la ville ont malheureusement été détruites lors de la guerre russo-polonaise (1654-1657) et de la guerre patriotique de 1812.
L'église actuelle est construite entre 1813 et 1861 pour célébrer la victoire lors de la guerre patriotique de 1812. Certaines sources citent 1853 comme date de fin des travaux. De style éclectique, elle allie des éléments de baroque tardif au néo-classicisme.
L'église reste active jusqu'aux années 1930, où elle est fermée par les autorités soviétiques. Après la Seconde Guerre mondiale, elle devient tour à tour un entrepôt, un restaurant et un club de danse. Le clocher de l'église est détruit dans les années 1960. L'église est restaurée et restituée aux croyants en 1993. Elle est rattachée au diocèse de Vitebsk.

### Église et monastère de l'Intercession

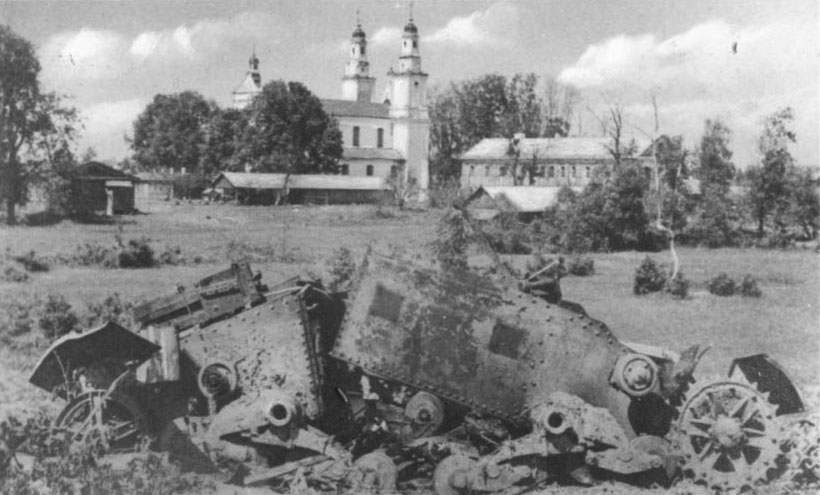
L'église et le monastère, 1941
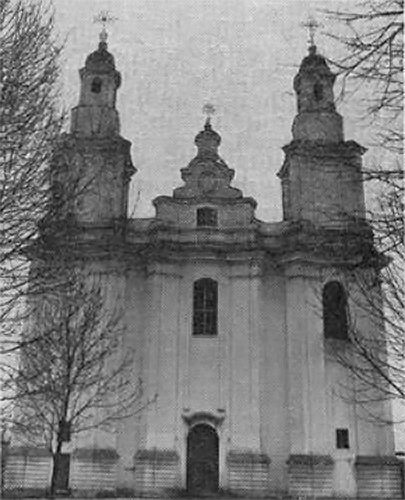
L'église et le monastère
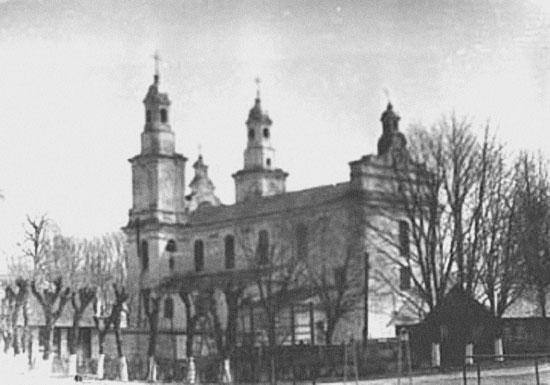
L'église avant l'ajout des clochers à bulbe
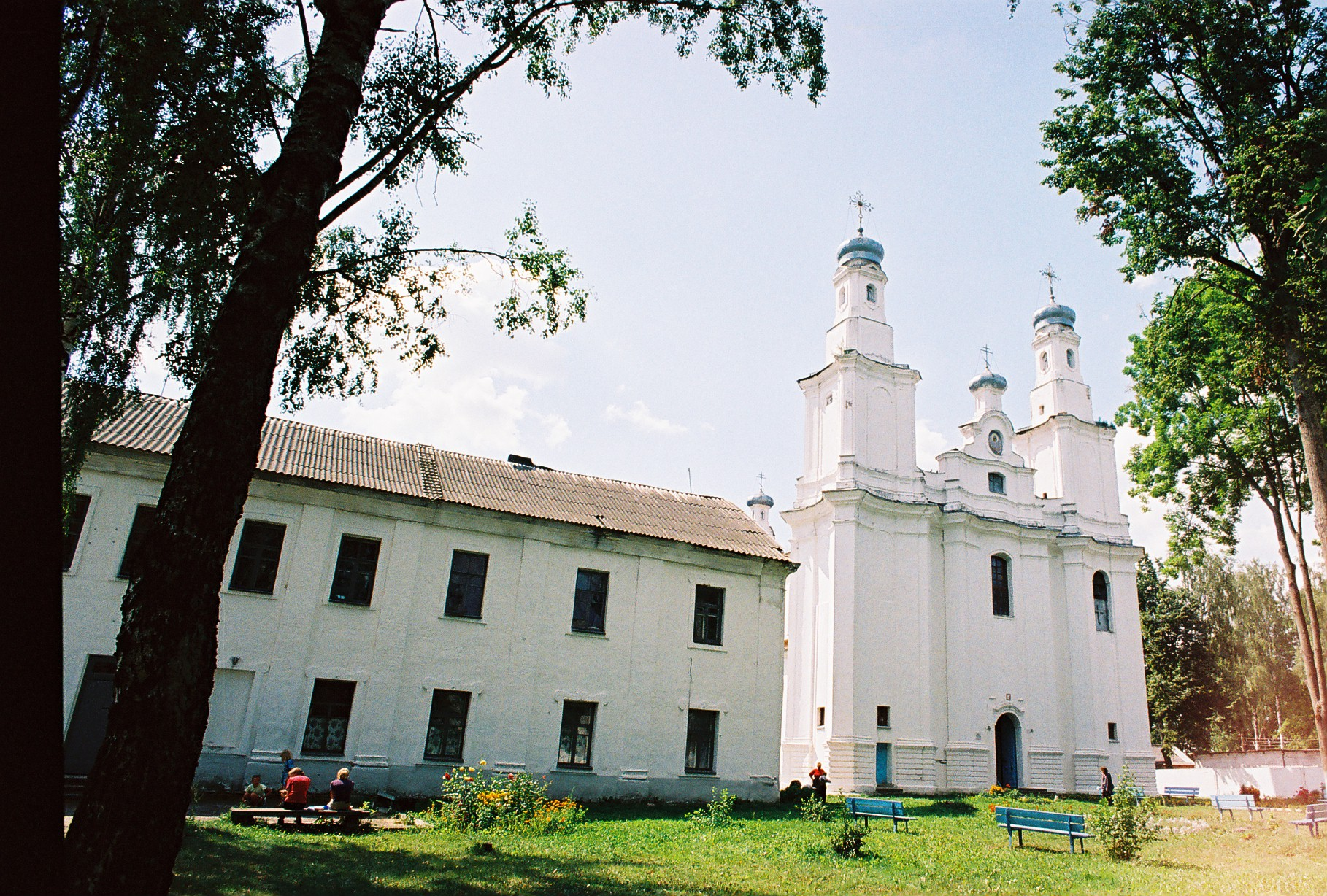
L'église et le monastère
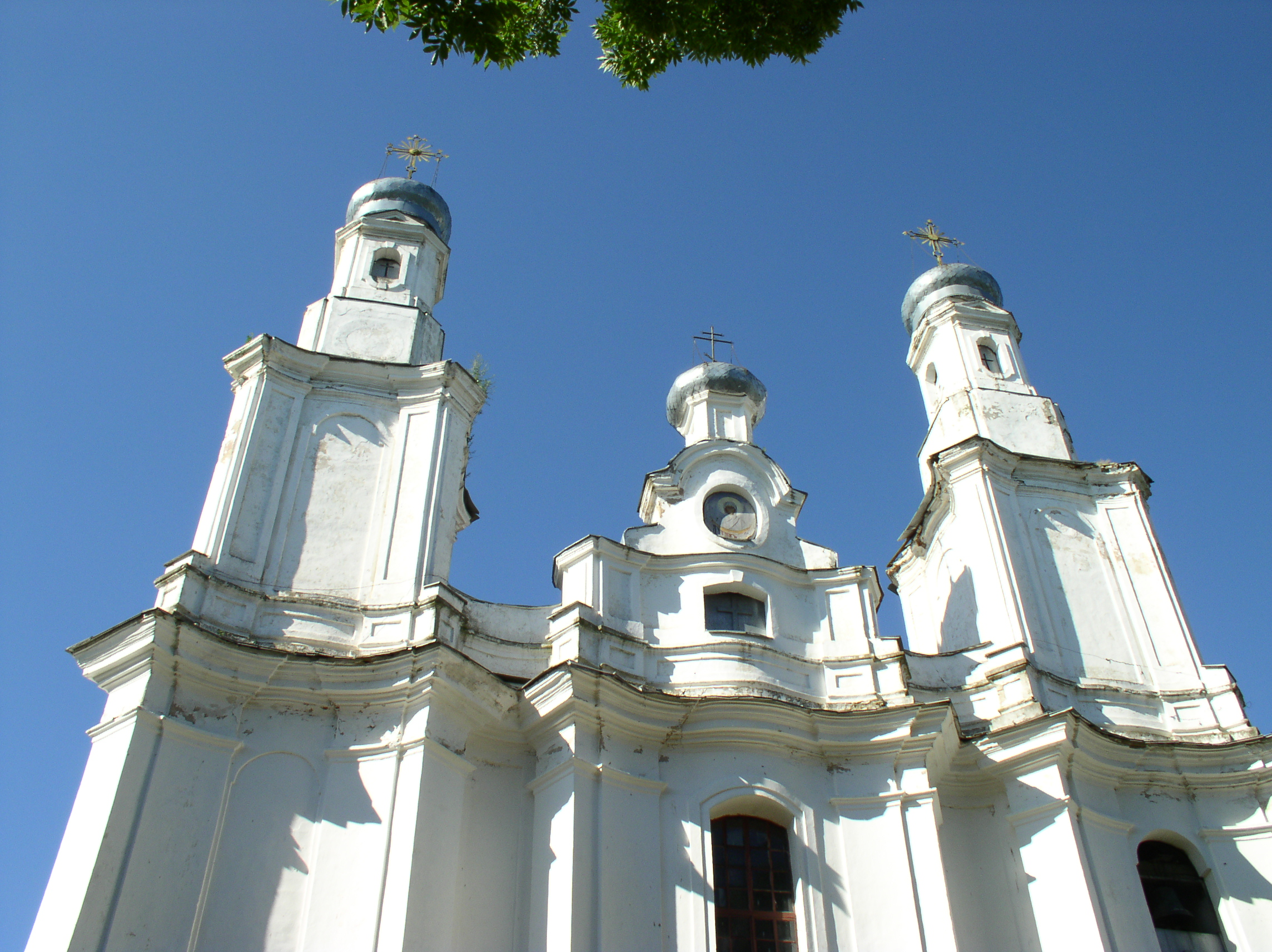
Façade de l'église
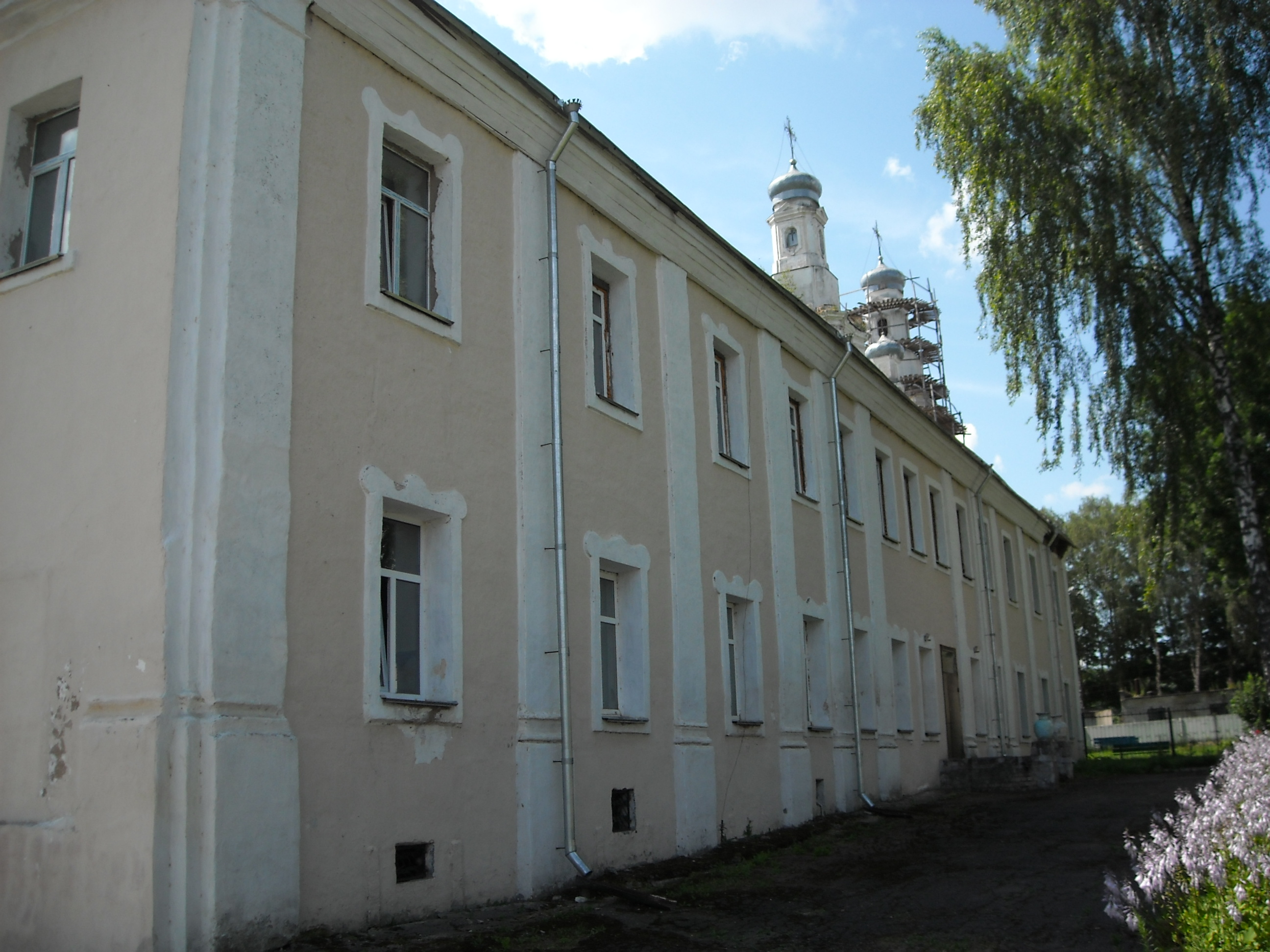
Le monastère

Le monastère de l'Intercession est un monastère orthodoxe fondé auprès de l'église de l'Intercession, construite en 1604 par Léon Sapieha. L'église, de style baroque de Vilnius, est consacrée en 1769. Le bâtiment du monastère et l'école sont construits en 1796. En 1804, le monastère est détruit. Durant la période soviétique, seul le bâtiment de l'église appartient à la paroisse : le monastère sert de bureau de recrutement pour l'armée et l'école de bureau de police. En 1996, la paroisse récupère le bâtiment du monastère. En 2004, le monastère retrouve son activité.

### Église de la Présentation de Marie au Temple
L'église de la Présentation de Marie au Temple est construite entre 2005 et 2009,.

## Personnalités liées à la ville
- Irving Berlin (1888-1989), compositeur américain.